# Ilha do Cardoso

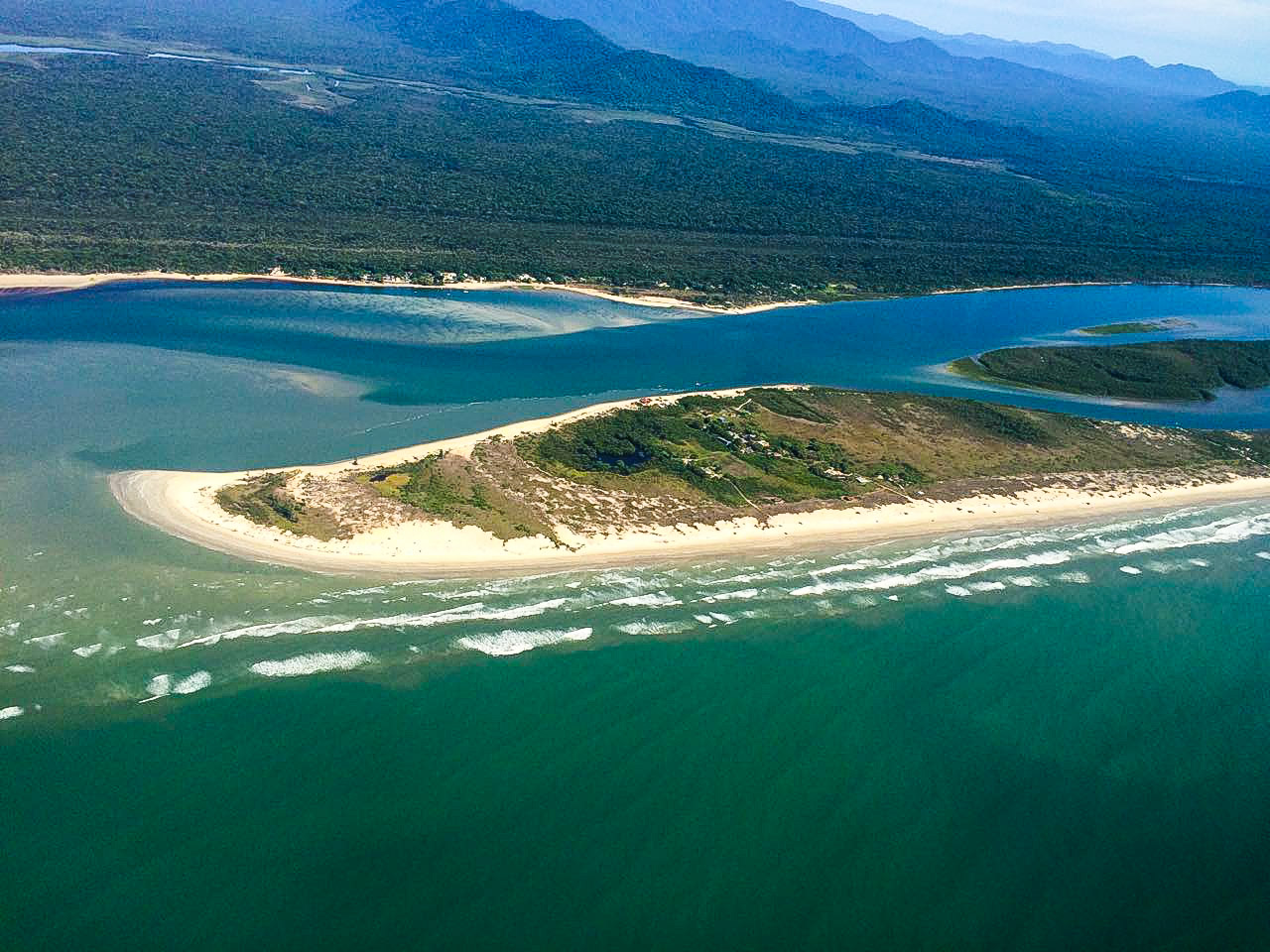
Vista aérea do Pontal do Leste

A Ilha do Cardoso pertence à cidade de Cananéia, São Paulo, Brasil. É o ponto mais meridional do estado de São Paulo, próximo à divisa com o estado do Paraná. A ilha é protegida pelo Parque Estadual da Ilha do Cardoso, que protege o bioma Mata Atlântica. Abriga comunidade caiçara desde o século 19.
Com cenários paradisíacos, possui praias desertas, trilhas na Mata Atlântica, arqueologia, golfinhos e botos.